# Конгресс (Аризона)
Конгресс (англ. Congress) — переписна місцевість (CDP) в США, в окрузі Явапай штату Аризона. Населення — 1811 особа (2020).

## Географія
Конгресс розташований за координатами 34°9′11″ пн. ш. 112°51′56″ зх. д. / 34.15306° пн. ш. 112.86556° зх. д. (34.153175, -112.865555).  За даними Бюро перепису населення США в 2010 році переписна місцевість мала площу 97,63 км², з яких 97,53 км² — суходіл та 0,09 км² — водойми.

## Демографія
Згідно з переписом 2010 року, у переписній місцевості мешкало 1975 осіб у 951 домогосподарстві у складі 648 родин. Густота населення становила 20 осіб/км².  Було 1226 помешкань (13/км²).
Расовий склад населення:
| - 93,1 % — білих - 1,1 % — корінних американців - 0,5 % — чорних або афроамериканців - 0,3 % — азіатів - 0,2 % — вихідців з тихоокеанських островів - 3,0 % — осіб інших рас |

До двох чи більше рас належало 1,9 %. Частка іспаномовних становила 11,4 % від усіх жителів.
За віковим діапазоном населення розподілялося таким чином: 11,3 % — особи молодші 18 років, 42,7 % — особи у віці 18—64 років, 46,0 % — особи у віці 65 років та старші. Медіана віку мешканця становила 63,2 року. На 100 осіб жіночої статі у переписній місцевості припадало 100,1 чоловіків;  на 100 жінок у віці від 18 років та старших — 97,1 чоловіків також старших 18 років.
Середній дохід на одне домашнє господарство  становив 42 733 долари США (медіана — 39 364), а середній дохід на одну сім'ю — 50 732 долари (медіана — 48 636). Медіана доходів становила 30 968 доларів для чоловіків та 22 589 доларів для жінок. За межею бідності перебувало 6,1 % осіб, у тому числі 13,5 % дітей у віці до 18 років та 0,0 % осіб у віці 65 років та старших.
Цивільне працевлаштоване населення становило 313 особи. Основні галузі зайнятості: мистецтво, розваги та відпочинок — 22,7 %, освіта, охорона здоров'я та соціальна допомога — 17,9 %, фінанси, страхування та нерухомість — 17,6 %.